# 平成12年度全国高等学校総合体育大会
平成12年度全国高等学校総合体育大会（へいせい12ねんどぜんこくこうとうがっこうそうごうたいいくたいかい）は、2000年（平成12年）8月1日から24日まで岐阜県などで開催された全国高等学校総合体育大会である。

## 概要
- 愛称 - 2000年岐阜総体
- スローガン - 「切り開けぎふから未来の1ページ」
- 総合開会式 - 2000年8月1日、長良川陸上競技場
- 開催地 - 岐阜県（ヨット競技のみ愛知県）
- 主催 - 全国高等学校体育連盟、岐阜県・愛知県、岐阜・愛知両県教育委員会、関係競技種目別全国統轄団体、岐阜・愛知両県会場地市町村、会場地市町村教育委員会
- 後援 - 文部省、日本体育協会、日本放送協会（NHK）、岐阜・愛知両県体育協会、会場地市町村体育協会
- 主管 - 全国高等学校体育連盟競技種目別専門部、岐阜・愛知両県高等学校体育連盟、岐阜・愛知両県関係競技種目別団体
- 延べ参加者等数 - 約500,000人
- 開催競技種目 - 28競技（男子27競技、女子22競技）